# 우즈베키스탄 자유민주당

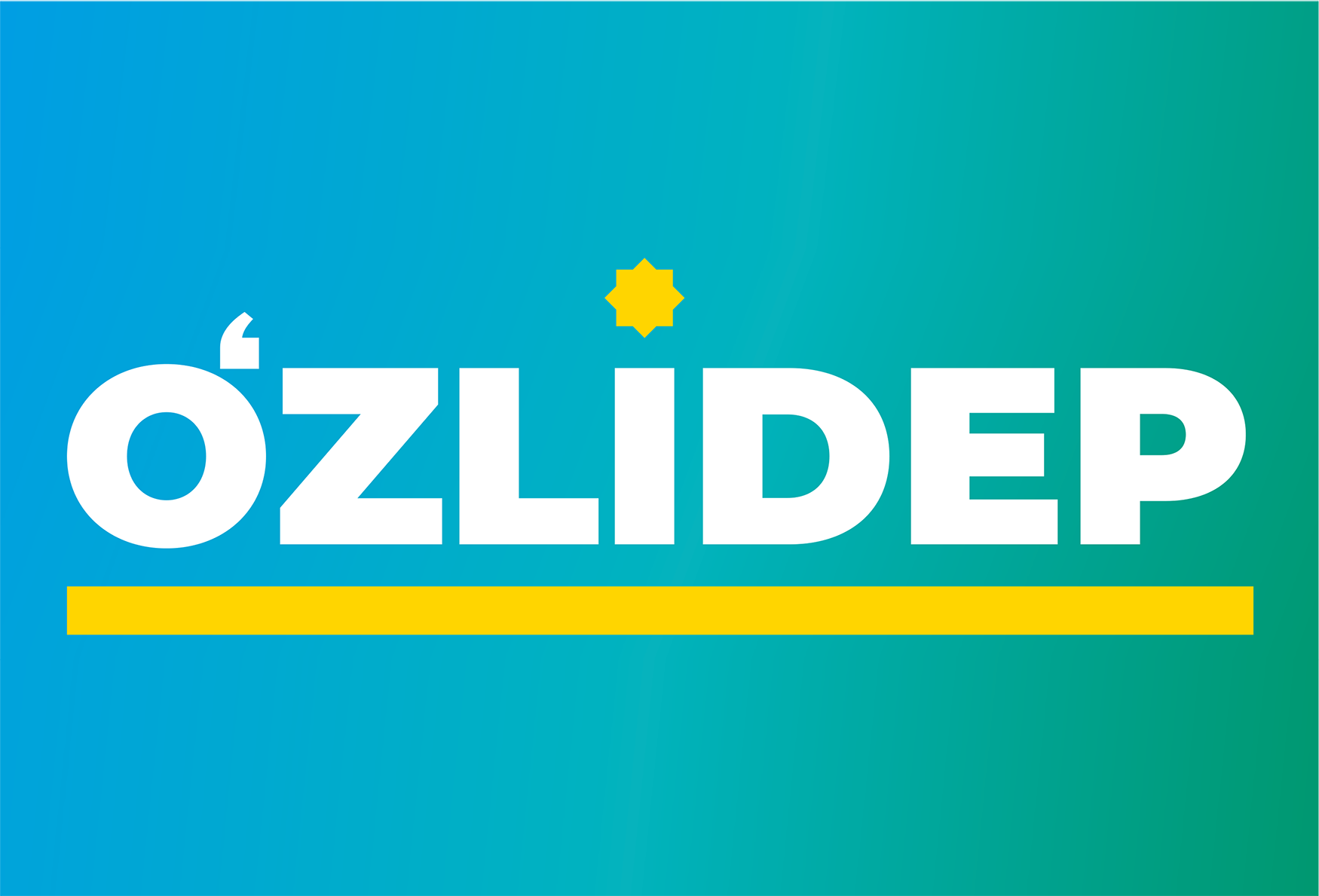

우즈베키스탄 자유민주당(우즈베크어: O'zbekiston Liberal Demokratik Partiyasi, O'zlidep)은 우즈베키스탄의 정당이자 집권 여당이다. 2009년-2010년 상원 선거에서 120석 가운데 41석, 그리고 2014년-2015년 하원 선거에서 150석 가운데 55석을 얻었다. 2015년 당의 대통령 후보를 정하는 전당 대회에서 이슬람 카리모프를 대통령 후보로 지명했다. 2016년 9월 이슬람 카리모프 대통령 서거로, 2016년 12월 대선에 후계자인 샤브카트 미르지요예프를 대통령 후보로 지명했다.
2016년 12월 대통령 선거에 샤브카트 미르지요예프 후보가 88.6% 득표율로 승리하여 제2대 대통령에 당선되었다. 2019년-2020년 입법의회 (하원) 선거에서 150석 가운데 53석을 획득했다.

## 역대 대통령 선거결과
| 실시년도 | 대통령 후보           | 1차투표 득표수 | 1차투표 득표율 | 2차투표 득표수 | 2차투표 득표율 |
| -------- | --------------------- | -------------- | -------------- | -------------- | -------------- |
| 2007년   | 이슬람 카리모프       | 13,008,357     | 90.8% (#1)     |                |                |
| 2015년   | 이슬람 카리모프       | 17,122,597     | 90.4% (#1)     |                |                |
| 2016년   | 샤브카트 미르지요예프 | 15,906,724     | 88.61% (#1)    |                |                |
| 2021년   | 샤브카트 미르지요예프 | 12,988,964     | 80.31% (#1)    |                |                |
| 2023년   | 샤브카트 미르지요예프 | 13,625,055     | 87.05% (#1)    |                |                |